# 박해준
박해준(본명: 박상우, 1976년 6월 14일 ~ )은 대한민국의 배우이다.
한국예술종합학교 진학을 위해 부산에서 서울로 상경했다. 한국예술종합학교 연극원 2기 출신으로 1기의 이선균, 오만석과 대학 시절 농구를 하며 가깝게 지냈다.

## 출연작

### 영화
- 2000년 《밀레니엄 살인행진곡》... 철호 역
- 2004년 《가족》... 창원 부하 역
- 2012년 《화차》 ... 사채업자 역
- 2013년 《명왕성》 ... 최 형사 역
- 2013년 《화이 : 괴물을 삼킨 아이》 ... 이범수 역
- 2014년 《씨, 베토벤》 ... 불량남 역
- 2014년 《무명인》 ... 쿠로사키 역
- 2014년 《귀접》 ... 산부인과 의사 역 (특별출연)
- 2015년 《탐정: 더 비기닝》 ... 이준수 역
- 2016년 《순정》 ... 민호 역
- 2016년 《4등》 ... 김광수 역
- 2016년 《미씽: 사라진 여자》 ... 박현익 역
- 2017년 《대립군》 ... 타로베 역
- 2017년 《침묵》 ... 동성식 역
- 2018년 《독전》 ... 박선창 역
- 2019년 《악질경찰》 ... 권태주 역
- 2019년 《유열의 음악앨범》 ... 종우 역
- 2019년 《힘을 내요, 미스터 리》 ... 영수 역
- 2019년 《나를 찾아줘》 ... 명국 역
- 2019년 《시동》 ... 태성 역 (특별출연)
- 2021년 《제8일의 밤》 ... 호태 역
- 2022년 《이상한 나라의 수학자》 ... 안기철 역
- 2022년 《브로커》 … 윤 씨 역
- 2022년 《비상선언》 … 태수 역
- 2022년 《20세기 소녀》 ... 양호 선생님 역
- 2023년 《서울의 봄》 ... 노태건 역 (첫 천만영화)
- 2023년 《독전 2》... 박선창
- 2025년 《정가네 목장》 … 병수 역
- 2025년 《야당》 … 오상재 역
- 개봉 미정 《휴민트》... 황치성

### 드라마
- 2008년 SBS 《달콤한 나의 도시》
- 2009년 KBS2 《아가씨를 부탁해》
- 2010년 SBS 《대물》
- 2012년 KBS2 《전우치》 ... 대근 역
- 2014년 SBS 《닥터 이방인》 ... 차진수 역
- 2014년 tvN 《미생》 ... 천관웅 역
- 2015년 OCN 《실종느와르 M》 ... 하태조 역 (특별출연)
- 2015년 OCN 《아름다운 나의 신부》 ... 박형식 역
- 2016년 SBS 《원티드》 ... 송정호 역
- 2018년 tvN 《나의아저씨》 ... 윤상원 역
- 2019년 tvN 《아스달 연대기》 ... 무백 역
- 2020년 JTBC 《부부의 세계》 ... 이태오 역
- 2022년 tvN 《아직 최선을 다하지 않았을 뿐》 ... 남금필 역
- 2023년 tvN 《아라문의 검》 ... 무백 역 (특별출연)
- 2024년 Netflix 《The 8 Show》 … 태석 역
- 2024년 MBC 《백설공주에게 죽음을 - Black Out》 ... 박현근 역 (특별출연)
- 2025년 Netflix 《폭싹 속았수다》 … 양관식 역
- 2025년 tvN 《첫, 사랑을 위하여》 … 류정석 역
- 2025년 Disney+ 《북극성》… 장준익 역

### 연극
- 2007년 《그때, 별이 쏟아지다》 ... 이현 지민 찬두 혁필 다영 역
- 2010년 《올모스트 메인》
- 2011년 《늘근도둑 이야기》
- 2011년 《연》 ... 유성옥 역
- 2012년 《거기》 ... 병도 역
- 2014년 《마르고 닳도록》
- 2015년 《달빛요정과 소녀》 ... DJ캐준 역
- 2016년 《원파인데이》 ... 정훈 역

### 예능
- 2019년 8월 28일 JTBC 《한끼줍쇼》 ... 141회 게스트
- 2022년 3월 13일 SBS 《미운 우리 새끼》 ... 스페셜MC

## 수상 및 후보
| 연도 | 시상식                         | 부문                             | 작품        | 결과 |
| ---- | ------------------------------ | -------------------------------- | ----------- | ---- |
| 2017 | 제4회 들꽃영화상               | 남우주연상                       | 4등         | 후보 |
| 2017 | 제25회 부일영화상              | 신인남우상                       | 4등         | 후보 |
| 2019 | 제27회 부일영화상              | 남우조연상                       | 독전        | 후보 |
| 2019 | 제55회 백상예술대상            | 영화부문 남자 조연상             | 독전        | 후보 |
| 2020 | 제5회 동아닷컴’s PICK          | 박해준에게 빠진 게 죄는 아니잖아 | 빈칸        | 수상 |
| 2021 | 제7회 아시아태평양 스타 어워즈 | 미니시리즈 남자 우수연기상       | 부부의 세계 | 수상 |
| 2024 | 제45회 청룡영화상              | 남우조연상                       | 서울의 봄   | 미정 |